# 張觷
张觷（?—1138年），字柔直，福州懷安縣（今福建福州西南）人。
生年不詳。政和五年（1115年）進士。曾擔任蔡京的家庭教師，直言蔡家即將垮台，勸蔡家諸子弟快逃。张觷還向蔡京推薦杨时。高宗建炎年間知南劍州。劇賊范汝為攻陷建州（今福建建甌），改派遣葉徹進攻南劍。當時统制官任士安驻军城西，不肯力战，張觷独率州兵与之交战，不久賊退。紹興元年（1131年），爲福建路轉運判官。為考功郎，升遷龍圖閣，後為處州（今浙江麗水縣西）知州。在處州時，有人想造大船，不知費用為何，张觷說：“可造一小舟，以寸分尺，便可計算。”又因蕩平賊寇，加官秘閣修撰。紹興八年（1138年），去世。